# Aeroportul Suai
Aeroportul Suai (IATA: UAI, ICAO: WPDB) este un aeroport din Timorul de Est ce deservește zona Suai⁠(d). A fost numit după zona deservită.
Situat la o altitudine de 29 m, aeroportul dispune de o singură pistă.